# 6197 Taracho
6197 Taracho este un asteroid din centura principală, descoperit pe 10 ianuarie 1992, de Shigeru Inoda și Takeshi Urata.